# Takao Orii
Takao Orii (折井 孝男 Orii Takao?), är en japansk tidigare fotbollsspelare och tränare.
Takao Orii var tränare för det japanska landslaget 1984.